# Státní znaky Jugoslávie

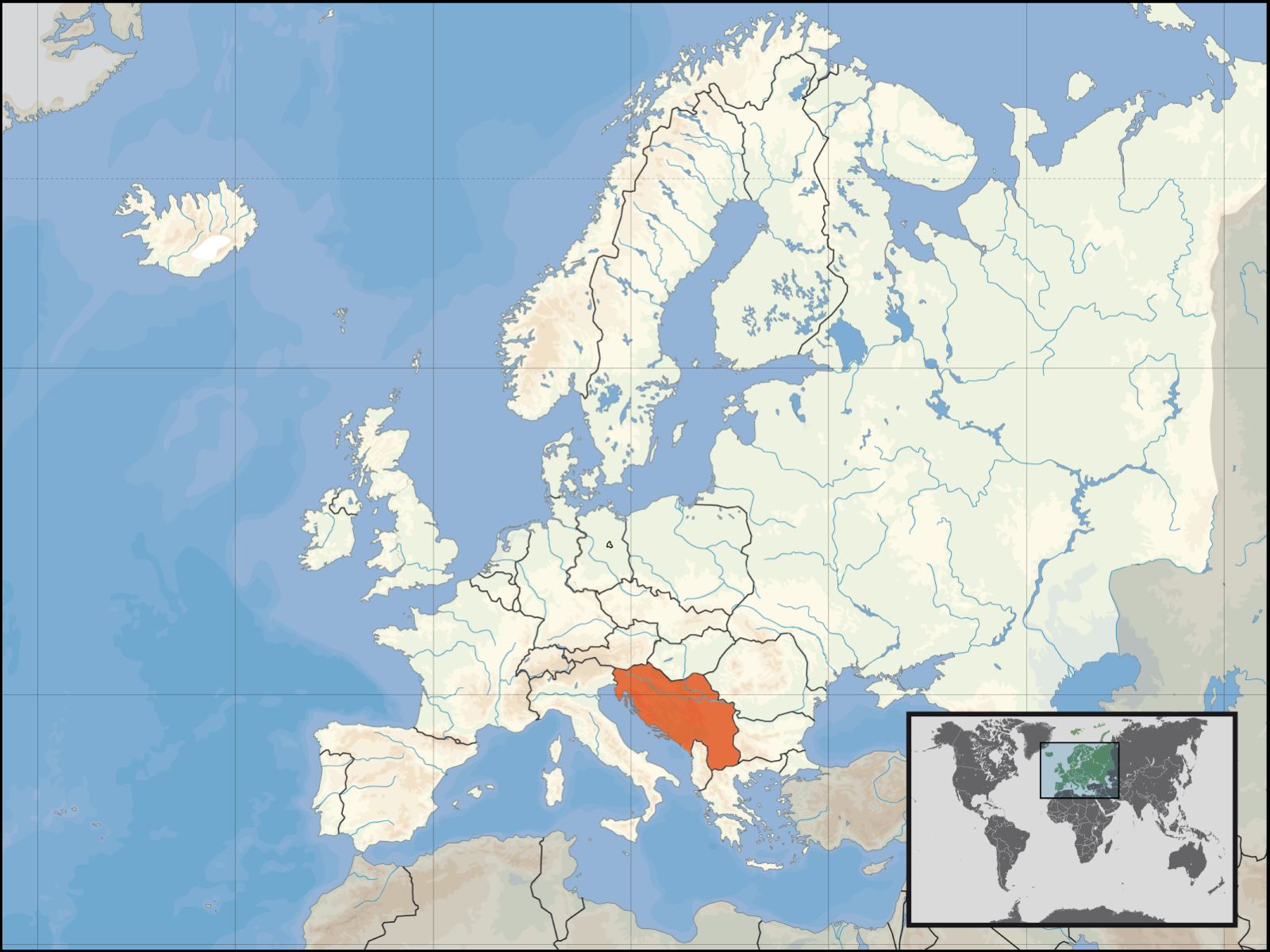
Poloha Jugoslávie v Evropě

Jugoslávie během své existence měla tři státní znaky. První za Království Srbů, Chorvatů a Slovinců resp. Království Jugoslávie, druhý za socialistické Jugoslávie a poslední za Svazové republiky Jugoslávie čili Srbska a Černé Hory.

## Historie

### Stát Slovinců, Chorvatů a Srbů
Když 29. prosince 1918 vyhlásily nezávislost jihoslovanské země, které byly do té doby pod nadvládou Habsburské monarchie coby Stát Slovinců, Chorvatů a Srbů, nepochybně je doprovázel i státní znak, který vycházel z bývalé zalitavské korunní země - Chorvatsko-slavonského království.

Státní znak zanikl 1. prosince 1918 i s celým státem, protože došlo ke sjednocení se Srbským královstvím.

### Království Srbů, Chorvatů a Slovinců / Království Jugoslávie
Po unifikaci státu SHS se  Srbským královstvím vznikl nový státní útvar známý jako Království Srbů, Chorvatů a Slovinců (později jako Království Jugoslávie).
To samozřejmě zahrnovalo i nový státní znak, který se na rozdíl od státu SHS vyvinul ze znaku Srbského království. Znaky jsou téměř totožné až na dva markantní rozdíly.

Zaprvé, Srbský znak zobrazoval klasickou srbskou heraldickou korunu, zatímco jugoslávský zobrazuje korunu tehdejší vládnoucí dynastie Karađorđevićů.

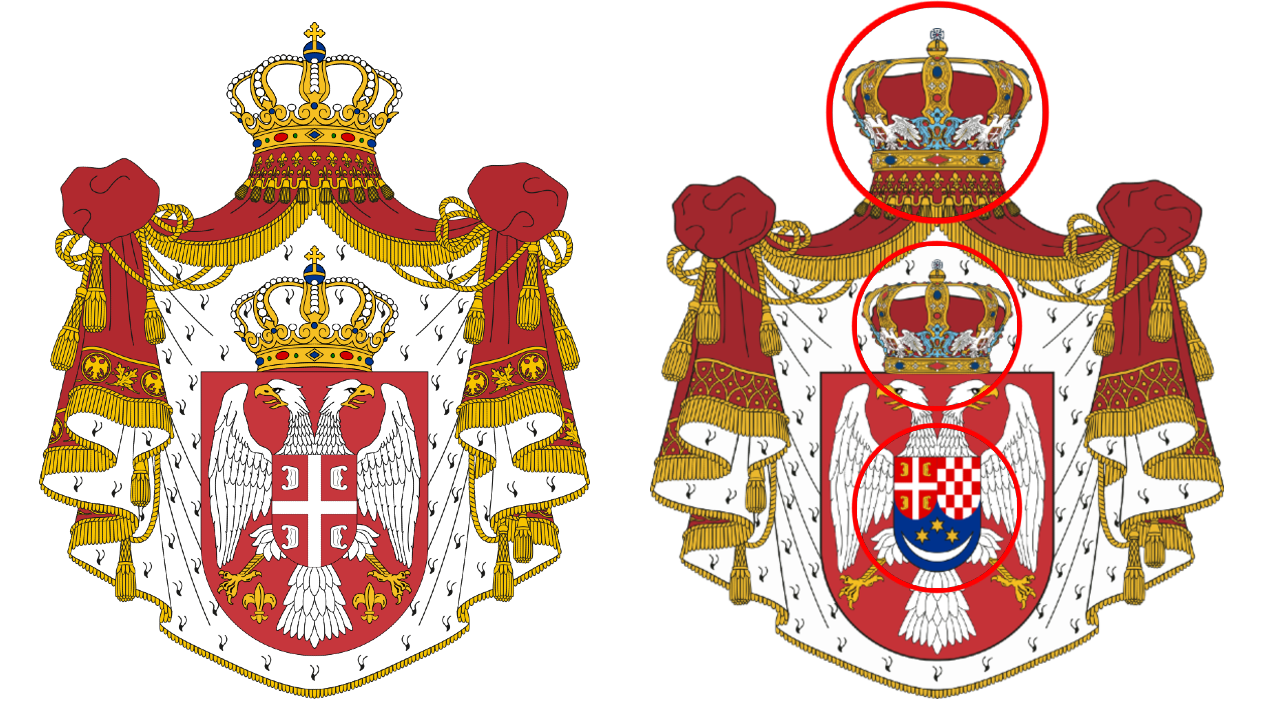
Porovnání Srbského znaku s Jugoslávským

Druhý a největší rozdíl představuje štít na dvouhlavé orlici. Ten na srbském znaku obsahuje pouze srbský kříž, který reprezentoval pouze srbskou národnost. Jugoslávský štít na sobě nese symboliku tří hlavních národností v rámci Jugoslávie. 
Srbský kříž znázorňuje srby, červenobílá šachovnice zase Chorvaty a tři zlaté šesticípé hvězdy odkazují na slovinský rod Cejlských, neboli snad největší odkaz slovinského národa.

### Socialistická federativní republika Jugoslávie
Po invazi vojsk Osy a následném partyzánském odboji se na konci druhé světové války čím dál víc ukazovalo, že exilová monarchie nebude schopná udržet svou moc a její pád bude nevyhnutelný ve prospěch komunistických partyzánských sil. Nakonec se tak i stalo a 29. listopadu 1945 byla vyhlášena Federativní lidová republika Jugoslávie vedená Josipem Brozem Titem.
Její znak zobrazoval pět pochodní obklopených pšenicí a hořících společně v jednom plameni. To představovalo jednotu pěti národů Jugoslávie - Srby, Chorvaty, Černohorce, Makedonce a Slovince.

Po reformách v roce 1963 byl úřední název země změněn na Socialistická federativní republika Jugoslávie. V rámci těchto reforem byl pozměněn i státní znak, kam byla přidána šestá pochodeň reprezentující samozvaný muslimský národ Bosňáků.

### Svazová republika Jugoslávie / Srbsko a Černá hora
Po jugoslávských válkách a následném osamostatnění se většiny socialistických federativních republik byla Socialistická federativní republika Jugoslávie v roce 1992 přetvořena do Svazové republiky Jugoslávie. Jelikož ve federaci zůstalo pouze Srbsko a Černá Hora, změnil se i státní znak.
Na rudém poli byla vyobrazená dvouhlavá orlice, jenž nesla na sobě štít s dvěma srbskými kříži a dvěma černohorskými lvy.

Stejný znak přetrval i v následnickém státě Srbsko a Černá Hora až do jeho rozpadu v roce 2006.

## Státní znak Státu Slovinců, Chorvatů a Srbů

Státní znak Státu Slovinců, Chorvatů a Srbů

## Státní znak Království Jugoslávie

Státní znak Království Jugoslávie

## Státní znakSFRJ

Státní znak Socialistické federativní republiky Jugoslávie 1946–1963
Státní znak Socialistické federativní republiky Jugoslávie 1963-1992

## Státní znakSRJaSrbska a Černé Hory

Státní znak Srbska a Černé Hory

## Znaky federativních republik v rámciSFRJ

Státní znak socialistické republiky Bosna a Hercegovina
Státní znak socialistické republiky Srbsko
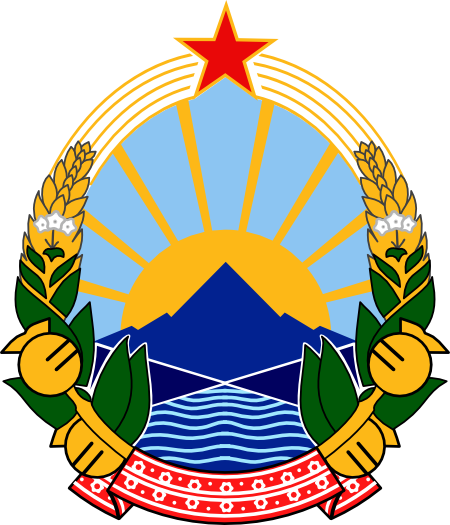
Státní znak socialistické republiky Makedonie
Státní znak socialistické republiky Chorvatsko
Státní znak socialistické republiky Slovinsko
Státní znak socialistické republiky Černá hora

## Znaky nástupnických států a území

Státní znak Bosny a Hercegoviny
Státní znak Černé Hory
Státní znak Chorvatska
Státní znak Kosova
Státní znak Severní Makedonie
Státní znak Slovinska
Státní znak Srbska

## Další znaky a symbolika

Vlajka Užické republiky
Vlajka četníků
Státní znak Republiky Srbská Krajina
Státní znak Republiky srbské
Státní znak Chorvatské republiky Herceg-Bosna
Státní znak Chorvatského státu
Státní znak Republiky Bosna a Hercegovina